# Вилудзін
Вилудзін (пол. Wyłudzin) — село в Польщі, у гміні Пйонтниця Ломжинського повіту Підляського воєводства.
Населення — 59 осіб (2011).
У 1975-1998 роках село належало до Ломжинського воєводства.

## Демографія
Демографічна структура станом на 31 березня 2011 року:
|          | Загалом | Допрацездатний вік | Працездатний вік | Постпрацездатний вік |
| -------- | ------- | ------------------ | ---------------- | -------------------- |
| Чоловіки | 30      | 5                  | 22               | 3                    |
| Жінки    | 29      | 7                  | 14               | 8                    |
| Разом    | 59      | 12                 | 36               | 11                   |